# Football Association of Malaysia
De Football Association of Malaysia is de voetbalbond van Maleisië. De bond is aangesloten bij de AFC en de FIFA.
Het hoofdkantoor van de Maleisische voetbalbond is gevestigd in Kuala Lumpur. De president van de voetbalbond is Ahmed Shah. Het Maleisisch voetbalelftal vertegenwoordigt de voetbalbond tijdens officiële wedstrijden.